# Изгубени в Сан Франциско
„Изгубени в Сан Франциско“ (на английски: Homeward Bound II: Lost in San Francisco) е американски приключенски комедиен филм от 1996 г. на режисьора Дейвид Р. Елис и е продължение на „Невероятното пътуване към дома“ (1993).